# Sencsou–11
A Sencsou–11 (神舟十一号) a Sencsou-program és Kína hatodik emberes űrrepülése. A parancsnok, Csing Haj-peng (Jing Haipeng) tapasztalt tajkonauta, már harmadszor jár az űrben. A felbocsátás után két nappal csatlakozott a Tienkung–2 kísérleti űrállomáshoz, amelyet már korábban pályára állítottak.

## Küldetés
Az űrhajó 2016. október 19-én automatikus üzemmódban kapcsolódott a kínai kísérleti űrállomás modulhoz, a Tienkung–2-höz.  Fő feladatuk a Tienkung-2 rendszereinek kipróbálása, a megközelítés, dokkolás és a visszatérés gyakorlása volt. Emellett kísérleteket is végeztek a súlytalanságban, többek között selyemhernyókat neveltek, elhelyezték és kipróbálták a későbbi hosszabb űrrepülések során fontos szerepet játszó testedző gépeket, de az űrrepülés népszerűsítése is a feladataik között volt.
A harminchárom napos küldetés sikerrel zárult.

### A leszállás
A Sencsou–11 levált a Tienkung-2 rendszerről. Leválasztották róla a keringési modult, majd a meghajtó modult is.  
A visszatérő modul belépett a légkörbe, majd pár perc múlva kinyílt a fő ejtőernyő. A talajt érés előtt bekapcsoltak a fékezőrakéták és a visszatérő modul földet ért.
2016. november 18-án, kínai idő szerint délután 2-kor Belső-Mongólia Autonóm Terület sztyeppéin landolt a leszállóegység. Ezzel a küldetés egyben Kína eddigi leghosszabb emberes űrrepülése.